# Santos Women's Tour 2018
La 12.ª edición del Santos Women's Tour, fue una carrera femenina de ciclismo en ruta por etapas que se celebró entre el 11 y el 14 de enero de 2018 en Australia con inicio y final en la ciudad de Adelaida sobre un recorrido de 376,1 km.
La carrera formó parte del Calendario UCI Femenino 2018, calendario ciclístico femenino dentro de la categoría UCI 2.1
La carrera fue ganada por la corredora australiana Amanda Spratt del equipo Mitchelton Scott, en segundo lugar Lauren Stephens (Cylance Pro Cycling) y en tercer lugar Katrin Garfoot (UniSA-Australia).

## Equipos participantes
Tomaron parte en la carrera 11 equipos: 9 de categoría UCI Women's Team; 1 de categoría nacional y la selección nacional de Nueva Zelanda. Los equipos participantes fueron:
| Equipos femeninos (10)- Wiggle High5 - Alé Cipollini - Cylance - Tibco-Silicon Valley Bank - Sho-Air Twenty20 - Virtu - Bepink - WaowDeals - Trek-Drops - Mitchelton-Scott Equipo nacional- Nueva Zelanda translation for headoftableIII_translate index 39 not found- UniSA-Australia Equipos femeninos de ciclismo amateur (2)- Holden Team Gusto racing - TIS Racing Equipos regionales y de clubes (2)- Specialized Women's Racing - Sydney Uni-Staminade Women's |
| |

## Carrera masculina
El Tour Down Under inicia la fiesta con la carrera femenina, pero dos días después da inicio a la carrera masculina de categoría 2.UWT UCI WorldTour, en Adelaida.

## Recorrido
El Tour Down Under dispuso de cuatro etapas para un recorrido total de 376,1 kilómetros.
| Etapa     | Fecha     | Recorrido                           | type            | Distancia (km) | Ganador           | Líder             |
| --------- | --------- | ----------------------------------- | --------------- | -------------- | ----------------- | ----------------- |
| 1.ª etapa | 11 de ene | Gumeracha – Gumeracha               | etapa escarpada | 115,7          | Annette Edmondson | Annette Edmondson |
| 2.ª etapa | 12 de ene | Lyndoch – Mengler Hill              | etapa escarpada | 101,2          | Katrin Garfoot    | Katrin Garfoot    |
| 3.ª etapa | 13 de ene | The Bend Motorsport Park – Hahndorf | etapa escarpada | 121,1          | Amanda Spratt     | Amanda Spratt     |
| 4.ª etapa | 14 de ene | Adelaida – Adelaida                 | etapa llana     | 46             | Chloe Hosking     | Amanda Spratt     |

## Desarrollo de la carrera

### 1.ª etapa
| Gumeracha - Gumeracha | etapa escarpada | (115,7 km) |

| \| Clasificación de la etapa \| Clasificación de la etapa \| Clasificación de la etapa \| Clasificación de la etapa \| Clasificación de la etapa \| \| Ciclista \| Ciclista \| Equipo \| Tiempo \| \| \| ------------------------- \| ------------------------- \| ------------------------- \| ------------------------- \| ------------------------- \| \| 1.ª \| Annette Edmondson \| Wiggle High5 \| 3 h 08 min 53 s \| \| \| 2.ª \| Giorgia Bronzini \| Cylance \| + 0 s \| \| \| 3.ª \| Lauretta Hanson \| UniSA-Australia \| + 0 s \| \| \| 4.ª \| Sarah Roy \| Mitchelton-Scott \| + 0 s \| \| \| 5.ª \| Emilie Moberg \| Virtu Cycling Women \| + 0 s \| \| \| 6.ª \| Chloe Hosking \| Alé Cipollini \| + 0 s \| \| \| 7.ª \| Maria Vittoria Sperotto \| Bepink \| + 0 s \| \| \| 8.ª \| Kristina Clonan \| TIS Racing \| + 0 s \| \| \| 9.ª \| Barbara Guarischi \| Virtu Cycling Women \| + 0 s \| \| \| 10.ª \| Georgia Baker \| TIS Racing \| + 0 s \| \| |                         |                     |                 |
| |                         |                     |                 |
| |                         |                     |                 |
| Clasificación de la etapa |                         |                     |                 |
| Ciclista | Ciclista                | Equipo              | Tiempo          |
| 1.ª | Annette Edmondson       | Wiggle High5        | 3 h 08 min 53 s |
| 2.ª | Giorgia Bronzini        | Cylance             | + 0 s           |
| 3.ª | Lauretta Hanson         | UniSA-Australia     | + 0 s           |
| 4.ª | Sarah Roy               | Mitchelton-Scott    | + 0 s           |
| 5.ª | Emilie Moberg           | Virtu Cycling Women | + 0 s           |
| 6.ª | Chloe Hosking           | Alé Cipollini       | + 0 s           |
| 7.ª | Maria Vittoria Sperotto | Bepink              | + 0 s           |
| 8.ª | Kristina Clonan         | TIS Racing          | + 0 s           |
| 9.ª | Barbara Guarischi       | Virtu Cycling Women | + 0 s           |
| 10.ª | Georgia Baker           | TIS Racing          | + 0 s           |

| \| Clasificación general \| Clasificación general \| Clasificación general \| Clasificación general \| Clasificación general \| \| Ciclista \| Ciclista \| Equipo \| Tiempo \| \| \| --------------------- \| ----------------------- \| --------------------- \| --------------------- \| --------------------- \| \| 1.ª \| Annette Edmondson \| Wiggle High5 \| 3 h 08 min 41 s \| \| \| 2.ª \| Giorgia Bronzini \| Cylance \| + 6 s \| \| \| 3.ª \| Lauretta Hanson \| UniSA-Australia \| + 8 s \| \| \| 4.ª \| Chloe Hosking \| Alé Cipollini \| + 9 s \| \| \| 5.ª \| Emilie Moberg \| Virtu Cycling Women \| + 11 s \| \| \| 6.ª \| Sarah Roy \| Mitchelton-Scott \| + 12 s \| \| \| 7.ª \| Maria Vittoria Sperotto \| Bepink \| + 12 s \| \| \| 8.ª \| Kristina Clonan \| TIS Racing \| + 12 s \| \| \| 9.ª \| Barbara Guarischi \| Virtu Cycling Women \| + 12 s \| \| \| 10.ª \| Georgia Baker \| TIS Racing \| + 12 s \| \| |                         |                     |                 |
| |                         |                     |                 |
| |                         |                     |                 |
| Clasificación general |                         |                     |                 |
| Ciclista | Ciclista                | Equipo              | Tiempo          |
| 1.ª | Annette Edmondson       | Wiggle High5        | 3 h 08 min 41 s |
| 2.ª | Giorgia Bronzini        | Cylance             | + 6 s           |
| 3.ª | Lauretta Hanson         | UniSA-Australia     | + 8 s           |
| 4.ª | Chloe Hosking           | Alé Cipollini       | + 9 s           |
| 5.ª | Emilie Moberg           | Virtu Cycling Women | + 11 s          |
| 6.ª | Sarah Roy               | Mitchelton-Scott    | + 12 s          |
| 7.ª | Maria Vittoria Sperotto | Bepink              | + 12 s          |
| 8.ª | Kristina Clonan         | TIS Racing          | + 12 s          |
| 9.ª | Barbara Guarischi       | Virtu Cycling Women | + 12 s          |
| 10.ª | Georgia Baker           | TIS Racing          | + 12 s          |

### 2.ª etapa
| Lyndoch - Mengler Hill | etapa escarpada | (101,2 km) |

| \| Clasificación de la etapa \| Clasificación de la etapa \| Clasificación de la etapa \| Clasificación de la etapa \| Clasificación de la etapa \| \| Ciclista \| Ciclista \| Equipo \| Tiempo \| \| \| ------------------------- \| ------------------------- \| -------------------------- \| ------------------------- \| ------------------------- \| \| 1.ª \| Katrin Garfoot \| UniSA-Australia \| 2 h 43 min 43 s \| \| \| 2.ª \| Lucy Kennedy \| Mitchelton-Scott \| + 0 s \| \| \| 3.ª \| Amanda Spratt \| Mitchelton-Scott \| + 8 s \| \| \| 4.ª \| Annemiek van Vleuten \| Mitchelton-Scott \| + 15 s \| \| \| 5.ª \| Kate McIlroy \| Specialized women's racing \| + 16 s \| \| \| 6.ª \| Shannon Malseed \| Tibco-Silicon Valley Bank \| + 21 s \| \| \| 7.ª \| Lauren Stephens \| Cylance \| + 21 s \| \| \| 8.ª \| Kathrin Hammes \| Trek-Drops \| + 51 s \| \| \| 9.ª \| Taryn Heather \| \| + 51 s \| \| \| 10.ª \| Grace Brown \| Holden Team Gusto racing \| + 51 s \| \| |                      |                            |                 |
| |                      |                            |                 |
| |                      |                            |                 |
| Clasificación de la etapa |                      |                            |                 |
| Ciclista | Ciclista             | Equipo                     | Tiempo          |
| 1.ª | Katrin Garfoot       | UniSA-Australia            | 2 h 43 min 43 s |
| 2.ª | Lucy Kennedy         | Mitchelton-Scott           | + 0 s           |
| 3.ª | Amanda Spratt        | Mitchelton-Scott           | + 8 s           |
| 4.ª | Annemiek van Vleuten | Mitchelton-Scott           | + 15 s          |
| 5.ª | Kate McIlroy         | Specialized women's racing | + 16 s          |
| 6.ª | Shannon Malseed      | Tibco-Silicon Valley Bank  | + 21 s          |
| 7.ª | Lauren Stephens      | Cylance                    | + 21 s          |
| 8.ª | Kathrin Hammes       | Trek-Drops                 | + 51 s          |
| 9.ª | Taryn Heather        |                            | + 51 s          |
| 10.ª | Grace Brown          | Holden Team Gusto racing   | + 51 s          |

| \| Clasificación general \| Clasificación general \| Clasificación general \| Clasificación general \| Clasificación general \| \| Ciclista \| Ciclista \| Equipo \| Tiempo \| \| \| --------------------- \| --------------------- \| -------------------------- \| --------------------- \| --------------------- \| \| 1.ª \| Katrin Garfoot \| UniSA-Australia \| 5 h 52 min 26 s \| \| \| 2.ª \| Lucy Kennedy \| Mitchelton-Scott \| + 4 s \| \| \| 3.ª \| Amanda Spratt \| Mitchelton-Scott \| + 14 s \| \| \| 4.ª \| Annemiek van Vleuten \| Mitchelton-Scott \| + 25 s \| \| \| 5.ª \| Kate McIlroy \| Specialized women's racing \| + 26 s \| \| \| 6.ª \| Lauren Stephens \| Cylance \| + 31 s \| \| \| 7.ª \| Shannon Malseed \| Tibco-Silicon Valley Bank \| + 31 s \| \| \| 8.ª \| Taryn Heather \| \| + 1 min 01 s \| \| \| 9.ª \| Grace Brown \| Holden Team Gusto racing \| + 1 min 01 s \| \| \| 10.ª \| Kathrin Hammes \| Trek-Drops \| + 1 min 01 s \| \| |                      |                            |                 |
| |                      |                            |                 |
| |                      |                            |                 |
| Clasificación general |                      |                            |                 |
| Ciclista | Ciclista             | Equipo                     | Tiempo          |
| 1.ª | Katrin Garfoot       | UniSA-Australia            | 5 h 52 min 26 s |
| 2.ª | Lucy Kennedy         | Mitchelton-Scott           | + 4 s           |
| 3.ª | Amanda Spratt        | Mitchelton-Scott           | + 14 s          |
| 4.ª | Annemiek van Vleuten | Mitchelton-Scott           | + 25 s          |
| 5.ª | Kate McIlroy         | Specialized women's racing | + 26 s          |
| 6.ª | Lauren Stephens      | Cylance                    | + 31 s          |
| 7.ª | Shannon Malseed      | Tibco-Silicon Valley Bank  | + 31 s          |
| 8.ª | Taryn Heather        |                            | + 1 min 01 s    |
| 9.ª | Grace Brown          | Holden Team Gusto racing   | + 1 min 01 s    |
| 10.ª | Kathrin Hammes       | Trek-Drops                 | + 1 min 01 s    |

### 3.ª etapa
| The Bend Motorsport Park - Hahndorf | etapa escarpada | (121,1 km) |

| \| Clasificación de la etapa \| Clasificación de la etapa \| Clasificación de la etapa \| Clasificación de la etapa \| Clasificación de la etapa \| \| Ciclista \| Ciclista \| Equipo \| Tiempo \| \| \| ------------------------- \| ------------------------- \| ------------------------- \| ------------------------- \| ------------------------- \| \| 1.ª \| Amanda Spratt \| Mitchelton-Scott \| 3 h 47 min 24 s \| \| \| 2.ª \| Lauren Stephens \| Cylance \| + 7 s \| \| \| 3.ª \| Grace Brown \| Holden Team Gusto racing \| + 59 s \| \| \| 4.ª \| Katrin Garfoot \| \| + 1 min 32 s \| \| \| 5.ª \| Lucy Kennedy \| Mitchelton-Scott \| + 1 min 34 s \| \| \| 6.ª \| Emma Grant \| Tibco-Silicon Valley Bank \| + 1 min 34 s \| \| \| 7.ª \| Mikayla Harvey \| Nueva Zelanda \| + 1 min 38 s \| \| \| 8.ª \| Grace Anderson \| Nueva Zelanda \| + 1 min 40 s \| \| \| 9.ª \| Chloe Hosking \| Alé Cipollini \| + 1 min 40 s \| \| \| 10.ª \| Marlies Mejías \| Sho-Air Twenty20 \| + 1 min 40 s \| \| |                 |                           |                 |
| |                 |                           |                 |
| |                 |                           |                 |
| Clasificación de la etapa |                 |                           |                 |
| Ciclista | Ciclista        | Equipo                    | Tiempo          |
| 1.ª | Amanda Spratt   | Mitchelton-Scott          | 3 h 47 min 24 s |
| 2.ª | Lauren Stephens | Cylance                   | + 7 s           |
| 3.ª | Grace Brown     | Holden Team Gusto racing  | + 59 s          |
| 4.ª | Katrin Garfoot  |                           | + 1 min 32 s    |
| 5.ª | Lucy Kennedy    | Mitchelton-Scott          | + 1 min 34 s    |
| 6.ª | Emma Grant      | Tibco-Silicon Valley Bank | + 1 min 34 s    |
| 7.ª | Mikayla Harvey  | Nueva Zelanda             | + 1 min 38 s    |
| 8.ª | Grace Anderson  | Nueva Zelanda             | + 1 min 40 s    |
| 9.ª | Chloe Hosking   | Alé Cipollini             | + 1 min 40 s    |
| 10.ª | Marlies Mejías  | Sho-Air Twenty20          | + 1 min 40 s    |

| \| Clasificación general \| Clasificación general \| Clasificación general \| Clasificación general \| Clasificación general \| \| Ciclista \| Ciclista \| Equipo \| Tiempo \| \| \| --------------------- \| --------------------- \| -------------------------- \| --------------------- \| --------------------- \| \| 1.ª \| Amanda Spratt \| Mitchelton-Scott \| 9 h 39 min 52 s \| \| \| 2.ª \| Lauren Stephens \| Cylance \| + 29 s \| \| \| 3.ª \| Katrin Garfoot \| UniSA-Australia \| + 1 min 30 s \| \| \| 4.ª \| Lucy Kennedy \| Mitchelton-Scott \| + 1 min 36 s \| \| \| 5.ª \| Grace Brown \| Holden Team Gusto racing \| + 1 min 54 s \| \| \| 6.ª \| Annemiek van Vleuten \| Mitchelton-Scott \| + 2 min 07 s \| \| \| 7.ª \| Shannon Malseed \| Tibco-Silicon Valley Bank \| + 2 min 09 s \| \| \| 8.ª \| Kate McIlroy \| Specialized women's racing \| + 2 min 25 s \| \| \| 9.ª \| Grace Anderson \| Nueva Zelanda \| + 2 min 42 s \| \| \| 10.ª \| Emma Grant \| Tibco-Silicon Valley Bank \| + 2 min 46 s \| \| |                      |                            |                 |
| |                      |                            |                 |
| |                      |                            |                 |
| Clasificación general |                      |                            |                 |
| Ciclista | Ciclista             | Equipo                     | Tiempo          |
| 1.ª | Amanda Spratt        | Mitchelton-Scott           | 9 h 39 min 52 s |
| 2.ª | Lauren Stephens      | Cylance                    | + 29 s          |
| 3.ª | Katrin Garfoot       | UniSA-Australia            | + 1 min 30 s    |
| 4.ª | Lucy Kennedy         | Mitchelton-Scott           | + 1 min 36 s    |
| 5.ª | Grace Brown          | Holden Team Gusto racing   | + 1 min 54 s    |
| 6.ª | Annemiek van Vleuten | Mitchelton-Scott           | + 2 min 07 s    |
| 7.ª | Shannon Malseed      | Tibco-Silicon Valley Bank  | + 2 min 09 s    |
| 8.ª | Kate McIlroy         | Specialized women's racing | + 2 min 25 s    |
| 9.ª | Grace Anderson       | Nueva Zelanda              | + 2 min 42 s    |
| 10.ª | Emma Grant           | Tibco-Silicon Valley Bank  | + 2 min 46 s    |

### 4.ª etapa
| Adelaida - Adelaida | etapa llana | (46 km) |

| \| Clasificación de la etapa \| Clasificación de la etapa \| Clasificación de la etapa \| Clasificación de la etapa \| Clasificación de la etapa \| \| Ciclista \| Ciclista \| Equipo \| Tiempo \| \| \| ------------------------- \| ------------------------- \| ------------------------- \| ------------------------- \| ------------------------- \| \| 1.ª \| Chloe Hosking \| Alé Cipollini \| 1 h 07 min 29 s \| \| \| 2.ª \| Giorgia Bronzini \| Cylance \| + 0 s \| \| \| 3.ª \| Annette Edmondson \| Wiggle High5 \| + 0 s \| \| \| 4.ª \| Abigail Van Twisk \| Trek-Drops \| + 0 s \| \| \| 5.ª \| Maria Vittoria Sperotto \| Bepink \| + 0 s \| \| \| 6.ª \| Emilie Moberg \| Virtu Cycling Women \| + 0 s \| \| \| 7.ª \| Jelena Erić \| Cylance \| + 0 s \| \| \| 8.ª \| Sarah Roy \| Mitchelton-Scott \| + 0 s \| \| \| 9.ª \| Alison Jackson \| Tibco-Silicon Valley Bank \| + 0 s \| \| \| 10.ª \| Marlies Mejías \| Sho-Air Twenty20 \| + 0 s \| \| |                         |                           |                 |
| |                         |                           |                 |
| |                         |                           |                 |
| Clasificación de la etapa |                         |                           |                 |
| Ciclista | Ciclista                | Equipo                    | Tiempo          |
| 1.ª | Chloe Hosking           | Alé Cipollini             | 1 h 07 min 29 s |
| 2.ª | Giorgia Bronzini        | Cylance                   | + 0 s           |
| 3.ª | Annette Edmondson       | Wiggle High5              | + 0 s           |
| 4.ª | Abigail Van Twisk       | Trek-Drops                | + 0 s           |
| 5.ª | Maria Vittoria Sperotto | Bepink                    | + 0 s           |
| 6.ª | Emilie Moberg           | Virtu Cycling Women       | + 0 s           |
| 7.ª | Jelena Erić             | Cylance                   | + 0 s           |
| 8.ª | Sarah Roy               | Mitchelton-Scott          | + 0 s           |
| 9.ª | Alison Jackson          | Tibco-Silicon Valley Bank | + 0 s           |
| 10.ª | Marlies Mejías          | Sho-Air Twenty20          | + 0 s           |

## Clasificaciones finales
- Las clasificaciones finalizaron de la siguiente forma:[5]

### Clasificación general
| \| Clasificación general \| Clasificación general \| Clasificación general \| Clasificación general \| Clasificación general \| \| Ciclista \| Ciclista \| Equipo \| Tiempo \| \| \| --------------------- \| --------------------- \| -------------------------- \| --------------------- \| --------------------- \| \| 1.ª \| Amanda Spratt \| Mitchelton-Scott \| 10 h 47 min 21 s \| \| \| 2.ª \| Lauren Stephens \| Cylance \| + 41 s \| \| \| 3.ª \| Katrin Garfoot \| UniSA-Australia \| + 1 min 21 s \| \| \| 4.ª \| Lucy Kennedy \| Mitchelton-Scott \| + 1 min 36 s \| \| \| 5.ª \| Grace Brown \| Holden Team Gusto racing \| + 1 min 54 s \| \| \| 6.ª \| Annemiek van Vleuten \| Mitchelton-Scott \| + 2 min 07 s \| \| \| 7.ª \| Shannon Malseed \| Tibco-Silicon Valley Bank \| + 2 min 09 s \| \| \| 8.ª \| Kate McIlroy \| Specialized women's racing \| + 2 min 25 s \| \| \| 9.ª \| Grace Anderson \| Nueva Zelanda \| + 2 min 42 s \| \| \| 10.ª \| Emma Grant \| Tibco-Silicon Valley Bank \| + 2 min 46 s \| \| |                      |                            |                  |
| |                      |                            |                  |
| Fuente: ProCyclingStats |                      |                            |                  |
| Clasificación general |                      |                            |                  |
| Ciclista | Ciclista             | Equipo                     | Tiempo           |
| 1.ª | Amanda Spratt        | Mitchelton-Scott           | 10 h 47 min 21 s |
| 2.ª | Lauren Stephens      | Cylance                    | + 41 s           |
| 3.ª | Katrin Garfoot       | UniSA-Australia            | + 1 min 21 s     |
| 4.ª | Lucy Kennedy         | Mitchelton-Scott           | + 1 min 36 s     |
| 5.ª | Grace Brown          | Holden Team Gusto racing   | + 1 min 54 s     |
| 6.ª | Annemiek van Vleuten | Mitchelton-Scott           | + 2 min 07 s     |
| 7.ª | Shannon Malseed      | Tibco-Silicon Valley Bank  | + 2 min 09 s     |
| 8.ª | Kate McIlroy         | Specialized women's racing | + 2 min 25 s     |
| 9.ª | Grace Anderson       | Nueva Zelanda              | + 2 min 42 s     |
| 10.ª | Emma Grant           | Tibco-Silicon Valley Bank  | + 2 min 46 s     |

### Clasificación de la montaña
| Clasificación de la montaña | Clasificación de la montaña | Clasificación de la montaña | Clasificación de la montaña | Clasificación de la montaña |
| Ciclista                    | Ciclista                    | Equipo                      | Puntos                      |                             |
| --------------------------- | --------------------------- | --------------------------- | --------------------------- | --------------------------- |
| 1.ª                         | Amanda Spratt               | Mitchelton-Scott            | 24 pts                      |                             |
| 2.ª                         | Katrin Garfoot              | UniSA-Australia             | 22 pts                      |                             |
| 3.ª                         | Annemiek van Vleuten        | Mitchelton-Scott            | 13 pts                      |                             |
| 4.ª                         | Lauren Stephens             | Cylance                     | 12 pts                      |                             |
| 5.ª                         | Lucy Kennedy                | Mitchelton-Scott            | 12 pts                      |                             |
| 6.ª                         | Kate McIlroy                | Specialized women's racing  | 11 pts                      |                             |
| 7.ª                         | Grace Brown                 | Holden Team Gusto racing    | 8 pts                       |                             |
| 8.ª                         | Emma Grant                  | Tibco-Silicon Valley Bank   | 6 pts                       |                             |
| 9.ª                         | Roxane Knetemann            | Alé Cipollini               | 2 pts                       |                             |

### Clasificación de los sprints
| Clasificación de las metas volantes | Clasificación de las metas volantes | Clasificación de las metas volantes | Clasificación de las metas volantes | Clasificación de las metas volantes |
| Ciclista                            | Ciclista                            | Equipo                              | Puntos                              |                                     |
| ----------------------------------- | ----------------------------------- | ----------------------------------- | ----------------------------------- | ----------------------------------- |
| 1.ª                                 | Katrin Garfoot                      | UniSA-Australia                     | 42 pts                              |                                     |
| 2.ª                                 | Annette Edmondson                   | Wiggle High5                        | 31 pts                              |                                     |
| 3.ª                                 | Chloe Hosking                       | Alé Cipollini                       | 28 pts                              |                                     |
| 4.ª                                 | Amanda Spratt                       | Mitchelton-Scott                    | 27 pts                              |                                     |
| 5.ª                                 | Giorgia Bronzini                    | Cylance                             | 24 pts                              |                                     |
| 6.ª                                 | Lauren Stephens                     | Cylance                             | 19 pts                              |                                     |
| 7.ª                                 | Lucy Kennedy                        | Mitchelton-Scott                    | 17 pts                              |                                     |
| 8.ª                                 | Emilie Moberg                       | Virtu Cycling Women                 | 14 pts                              |                                     |
| 9.ª                                 | Abigail Van Twisk                   | Trek-Drops                          | 12 pts                              |                                     |
| 10.ª                                | Linda Villumsen                     | Virtu Cycling Women                 | 10 pts                              |                                     |

### Clasificación de los jóvenes
| Clasificación del mejor joven | Clasificación del mejor joven | Clasificación del mejor joven              | Clasificación del mejor joven | Clasificación del mejor joven |
| Ciclista                      | Ciclista                      | Equipo                                     | Tiempo                        |                               |
| ----------------------------- | ----------------------------- | ------------------------------------------ | ----------------------------- | ----------------------------- |
| 1.ª                           | Grace Anderson                | Nueva Zelanda                              | 10 h 50 min 03 s              |                               |
| 2.ª                           | Mikayla Harvey                | Nueva Zelanda                              | + 12 s                        |                               |
| 3.ª                           | Abigail Van Twisk             | Trek-Drops                                 | + 42 s                        |                               |
| 4.ª                           | Deborah Paine                 | Nueva Zelanda                              | + 1 min 38 s                  |                               |
| 5.ª                           | Maeve Plouffe                 |                                            | + 1 min 57 s                  |                               |
| 6.ª                           | Alexandra Manly               | Mitchelton-Scott                           | + 2 min 28 s                  |                               |
| 7.ª                           | Jeanne Korevaar               | WaowDeals                                  | + 2 min 28 s                  |                               |
| 8.ª                           | Amanda Jamieson               | Maaslandster International Women's Cycling | + 2 min 44 s                  |                               |
| 9.ª                           | Rachele Barbieri              | Wiggle High5                               | + 4 min 07 s                  |                               |
| 10.ª                          | Maria Vittoria Sperotto       | Bepink                                     | + 13 min 12 s                 |                               |

## Evolución de las clasificaciones
| Etapa (Vencedor)              | Clasificación general | Clasificación de la montaña | Clasificación de los sprints | Clasificación de los jóvenes |
| ----------------------------- | --------------------- | --------------------------- | ---------------------------- | ---------------------------- |
| 1.ª etapa (Annette Edmondson) | Annette Edmondson     | Sabrina Stultiens           | Annette Edmondson            | Maria Vittoria Sperotto      |
| 2.ª etapa (Katrin Garfoot)    | Katrin Garfoot        | Katrin Garfoot              | Annette Edmondson            | Grace Anderson               |
| 3.ª etapa (Amanda Spratt)     | Amanda Spratt         | Amanda Spratt               | Amanda Spratt                | Grace Anderson               |
| 4.ª etapa (Chloe Hosking)     | Amanda Spratt         | Amanda Spratt               | Katrin Garfoot               | Grace Anderson               |
| Final                         | Amanda Spratt         | Amanda Spratt               | Katrin Garfoot               | Grace Anderson               |

## Ciclistas participantes y posiciones finales
Convenciones:
- AB-N: Abandono en la etapa "N"
- FLT-N: Retiro por llegada fuera del límite de tiempo en la etapa "N"
- NTS-N: No tomó la salida para la etapa "N"
- DES-N: Descalificado o expulsado en la etapa "N"